# Jørgen Jensen
Jørgen Pilegaard Jensen (Krønge, Holeby, 10 april 1944 – Aarhus, 2 oktober 2009) was een Deense langeafstandsloper. Hij werd Deens kampioen op de 5000 m, 10.000 m en viermaal op de marathon. Ook nam hij tweemaal deel aan de Olympische Spelen, maar won hierbij geen medailles.

## Loopbaan
Zijn eerste succes boekte Jensen in 1966 met het winnen van een gouden medaille op de 5000 m tijdens de Deense kampioenschappen. Een jaar later won hij de nationale titel op de 10.000 m en de marathon, voordat hij afreisde naar de Olympische Spelen van 1972 in München. Hier vertegenwoordigde hij Denemarken op de marathon, waarin hij finishte als 30e in 2:24.00,2. Vier jaar later op de Olympische Spelen van Montreal verbeterde hij zich met 2:20.44,6 tot een 28e plaats.
In Nederland was Jensen geen onbekende. Zo nam hij op 3 mei 1975 deel aan de marathon van Amsterdam, toen deze wedstrijd voor het eerst sinds de Olympische Spelen van 1928 weer werd gehouden. In een persoonlijke recordtijd van 2:16.51 kwam hij als eerste over de finish. In de eindsprint versloeg de Deen de Nederlander Henk Kalf, die in de Nederlandse recordtijd van 2:16.53 finishte.
Jørgen Jensen was aangesloten bij AGF in Aarhus. Hij was civiel ingenieur en meester timmerman. Hij stierf op 2 oktober 2009 aan alvleesklierkanker, nadat hij hiervoor een zeer ingrijpende operatie had ondergaan.

## Titels
- Deens kampioen 5000 m - 1966
- Deens kampioen 10.000 m - 1973
- Deens kampioen marathon - 1973, 1974, 1975, 1976
- Deens kampioen veldlopen (korte afstand) - 1966, 1967
- Deens kampioen veldlopen (lange afstand) - 1966, 1967, 1968, 1969, 1971, 1976

## Persoonlijk record
| Onderdeel | Prestatie | Datum      | Plaats    |
| --------- | --------- | ---------- | --------- |
| marathon  | 2:16.51   | 3 mei 1975 | Amsterdam |

## Palmares

### 1500 m
- 1964:  Deense kamp. - 3.56,6

### 5000 m
- 1965:  Deense kamp. - 14.37,4
- 1966:  Deense kamp. - 14.44,6

### 10.000 m
- 1965:  Deense kamp. - 30.53,8
- 1972:  Deense kamp. - 30.07,0
- 1973:  Deense kamp. - 30.21,2

### 20 km
- 1974:  Munkebjerg - 1:06.14

### marathon
- 1971: 26e EK in Helsinki - 2:24.33,2
- 1972:  Zweeds kamp. in Klintehamm - 2:20.25
- 1972: 30e OS - 2:24.00,2
- 1973:  Deense kamp. - 2:27.17
- 1973:  Nordic kamp. in Kuortane - 2:22.34
- 1973: 19e marathon van Kosice - 2:27.19,4
- 1974: 13e EK in Rome - - 2:26.55
- 1974:  Deense kamp. - 2:20.38
- 1974: 4e marathon van Kosice - 2:20.59,2
- 1975:  Deense kamp. - 2:23.58
- 1975:  marathon van Amsterdam - 2:16.51
- 1975: 4e marathon van Kosice - 2:17.00
- 1975: 5e marathon van Dêbno - 2:17.39,6
- 1975: 24e marathon van Fukuoka - 2:18.45
- 1976:  Deense kamp. in Maribo - 2:24.45
- 1976: 28e OS - 2:20.44,6
- 1976: 6e marathon van Kosice - 2:20.59,8